# Kangavar

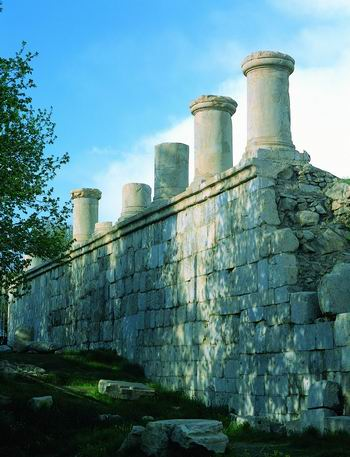
Temple d'Anahita

Kangavar o Kangawar (persa: کنگاور, també Konkobar o Kinkiwar o Kankiwar) és una població de l'Iran a la província de Kermansah i capital del districte del mateix nom (persa: شهرستان کنگاور). S'ha suggerit que el nom podria derivar de l'avesta Kanha-vara ('Recinte de Kanha'). Es troba a 1.467 metres d'altitud a mig camí just entre Hamadan i Kermansah. És una ciutat comercial i agrícola.
El districte de Kangavar (bakhsh) tenia el 1975 quatre subdivisions (dikistans), amb uns 60 pobles i una població de 38.435 habitants. El districte és travessat pel riu Kangavar.

## Història
S'han excavat llocs propers (Gwadin-Tappa i Sih Gabi), on s'ha comprovat que hi va haver habitació humana fa milers d'anys. Isidor de Carax és el primer que l'esmenta al segle i, i li dona el nom de Concobar (a la província d'Ecbàtana, després Hamadan), però probablement es va fundar ja sota els parts al segle ii aC. Un temple dedicat a la dea Anahita, descobert a la ciutat, datat al segle ii aC, es pensava anteriorment que era obra dels sassànides (Còsroes II). Des de sempre, fou una etapa del camí i lloc de comunicació en la ruta entre Mesopotàmia i l'altiplà iranià. Els àrabs l'anomenaven Kasr al-Lusus ('Castell dels Lladres'), perquè el 642 el bestiar de l'exèrcit àrab musulmà que marxava cap a Nihawand fou robat en aquest lloc. Encara que fou un fet aïllat, va donar a la ciutat una mala fama de lloc de lladres. Fou pròspera fins a la invasió mongola. L'arqueologia mostra que els objectes seljúcides foren destruïts per foc, cosa que indica una conquesta violenta; les construccions no foren substituïdes per altres d'època il-kànida; no torna a reaparèixer fins al temps dels safàvides. Al segle xix i fins al començament del segle xx, la tenien en feu la família d'un oficial de la cort.
Les excavacions van començar el 1968, i es va trobar una gran estructura amb grans columnes sobre una plataforma de pedra (que podria ser el que Isidor de Carax descriu com el temple d'Artemisa i que, en realitat, era el temple d'Anahita.

## Persones il·lustres
- Abu Shudja Muhammad al-Rudhrawari (1045 - 1095), visir del califat abbàssida.